# Gordon Lightfoot
Gordon Meredith Lightfoot Jr. CC OOnt (17 tháng 11 năm 1938 – 1 tháng 5 năm 2023) là một nghệ sĩ guitar kiêm nhạc sĩ người Canada đã đạt được thành công quốc tế trong âm nhạc dân gian, rock dân gian và nhạc đồng quê. Ông được ghi nhận là người giúp định nghĩa âm thanh nhạc dân gian trong thập niên 1960 và 1970. Ông thường được gọi là nhạc sĩ vĩ đại nhất của Canada  và được cả thế giới biết đến như một huyền thoại nhạc rock dân gian.
Các bài hát của Lightfoot, bao gồm "For Lovin 'Me", " Early Morning Rain", "Steel Rail Blues", " Ribbon of Darkness " đã được xếp hạng nhất trên bảng xếp hạng quốc gia Hoa Kỳ  với bản cover của Marty Robbins vào năm 1965 và "Black Day in July" về cuộc bạo loạn ở Detroit năm 1967, mang lại cho ông sự công nhận rộng rãi vào những năm 1960. Thành công bảng xếp hạng của Canada với các bản thu âm của riêng mình bắt đầu vào năm 1962 với bản hit số 3 "(Remember Me) I'm the One", tiếp theo là sự công nhận và biểu đồ ở nước ngoài trong những năm 1970. Ông đứng đầu bảng xếp hạng Hot 100 của Mỹ hoặc AC với hit " If You Could Read My Mind " (1970), " Sundown" (1974); "Carefree Highway" (1974), " Rainy Day People" (1975) và " The Wreck of the Edmund Fitzgerald" (1976), và có nhiều bản hit khác xuất hiện trong top 40.
Một số album của Lightfoot đã đạt được chứng chỉ vàng và đa bạch kim trên toàn thế giới. Những bài hát của ông đã được các nghệ sĩ nổi tiếng như Elvis Presley, Johnny Cash, Hank Williams Jr., The Kingston Trio, Marty Robbins, Jerry Lee Lewis, Neil Young, Bob Dylan, Judy Collins, Barbra Streisand, Johnny Mathis, Herb Alpert, Harry Belafonte, Scott Walker, Sarah McLachlan, Eric Clapton, John Mellencamp, Jack Jones, Bobby Vee, Roger Whittaker, Tony Rice, Peter, Paul và Mary, Glen Campbell, The Irish Rovers, Nico, Olivia Newton-John, Paul Weller, Nine Pound Hammer, Ultra Naté, The Tragically Hip và The Unintended hát lại.
Robbie Robertson của The Band mô tả Lightfoot là "báu vật quốc gia". Bob Dylan, cũng là một người hâm mộ Lightfoot, đã gọi ông là một trong những nhạc sĩ yêu thích của anh và, trong một bài hát tri ân thường được trích dẫn, Dylan đã quan sát thấy rằng khi anh nghe một bài hát Lightfoot anh ước "nó sẽ tồn tại mãi mãi". Lightfoot là một nghệ sĩ biểu diễn âm nhạc nổi bật tại lễ khai mạc Thế vận hội Olympic mùa đông 1988 ở Calgary, Alberta. Ông đã nhận được bằng Tiến sĩ Luật (nghệ thuật) danh dự năm 1979 và được nhận huy chương Companion of the Order Canada vào tháng 5 năm 2003. Vào tháng 11 năm 1997, Giải thưởng Nghệ thuật biểu diễn của Toàn quyền, vinh dự cao nhất của Canada trong nghệ thuật biểu diễn, đã được trao cho Lightfoot. Vào ngày 6 tháng 2 năm 2012, Lightfoot đã được Trung tướng Ontario trao tặng Huân chương Kim cương Nữ hoàng Elizabeth II. Tháng 6 năm đó ông được vinh danh tên trong Đại sảnh Danh vọng những người sáng tác nhạc. Vào ngày 6 tháng 6 năm 2015, Lightfoot đã nhận được bằng tiến sĩ âm nhạc danh dự tại quê hương Orillia từ Đại học Lakehead.
Ông qua đời tại Trung tâm khoa học sức khỏe Sunnybrook ở Toronto vào ngày 1 tháng 5 năm 2023, hưởng thọ 84 tuổi. Sức khỏe giảm sút đã khiến anh ấy phải hủy chuyến lưu diễn ba tuần trước đó.